# Sordevolo
Sordevolo är en ort och kommun i provinsen Biella i regionen Piemonte i Italien. Kommunen hade 1 342 invånare (2018).